# Ljusnarsbergs obundna kommunparti
Ljusnarsbergs obundna Kommunparti (LOK) är ett politiskt parti registrerat för val i Ljusnarsbergs kommun.
I valet 2002 fick LOK 10,2% av rösterna, motsvarande tre mandat.
I valen 2006 och 2010 hade man ett valtekniskt samarbete med Folkpartiet, i form av en gemensam lista som kallas Kraftsamling för Ljusnarsberg.